# Lloyd Koch
Lloyd Bowen Koch (* 17. Juni 1931 in Pietermaritzburg, Südafrikanische Union; † 16. April 2013 in West Byfleet, Vereinigtes Königreich) war ein simbabwischer Hockey- und Cricketspieler.
Lloyd Koch war Kapitän der Hockeynationalmannschaft von Rhodesien und nahm mit dieser an den Olympischen Spielen 1964 in Tokio teil. Bei der Eröffnungsfeier war er Fahnenträger der rhodesischen Mannschaft.
Lloyd Koch absolvierte 46 First-Class Cricket Spiele.